# Trachyloma archeri
Trachyloma archeri là một loài rêu trong họ Pterobryaceae. Loài này được (Mitt.) Mitt. mô tả khoa học đầu tiên năm 1859.